# 뷰티풀 보이스
"뷰티풀 보이스"는 2019년에 개봉한 대한민국의 영화이다.

## 캐스팅
- 박호산 : 박 대표 역
- 이이경 : 고민수 역
- 문지인 : 송유리 역
- 김민주 : 유은아 역
- 김정팔 : 최광덕 역
- 배유람 : 강 팀장 역
- 연제욱 : 이 감독 역
- 양조아 : 장승희 역
- 배다빈 : 제시카 역
- 차보경 : VJ 역
- 최유솔 : 여배우 역
- 김양배 : 매니저 역
- 희웅 : PD 역
- 정성완 : 조수 역
- 홍범석 : 카메라 역
- 정보람 : 분장팀장 역
- 김인 : 화장실남 / 성우 역
- 이주원 : 엘리베이터 유치원생 1 역
- 주예림 : 엘리베이터 유치원생 2 역
- 이병민 : 로비유치원생 1 역
- 고동하 : 로비유치원생 2 역